# USS Princeton (CVL-23)
La USS Princeton (CVL-23) è stata una portaerei leggera appartenente alla classe Independence che ha servito nell'Oceano Pacifico la Marina degli Stati Uniti durante la seconda guerra mondiale.
Fu varata nel 1942 e fu affondata nel 1944 durante la battaglia del Golfo di Leyte.